# صيف 84 (فلم)
صيف 84 (بالإنجليزية: Summer of 84) هو فيلم رعب وغموض تم إنتاجه في كندا وصدر سنة 2018 بطولة تايرا سكوفبي وجودا لويس وغراهام فيرشير.

## القصة
يتم الاشتباه بأن جارهم الشرطي سفاح، مجموعة من الأصدقاء في سن المراهقة يقضون الصيف في التجسس عليه.

## وصلات خارجية
- مقالات تستعمل روابط فنية بلا صلة مع ويكي بيانات